# Reinelda de Saintes
Reinilde  (Condacum, c. 630 - Saintes, c. 680), también conocida como Reinelda, Reinildis, Reinhild o Rainelde, fue una santa católica del siglo VII, venerada especialmente en la región belga de Brabante. Su vida, dedicada a la fe y la caridad, la posiciona como una figura inspiradora en la tradición cristiana, siendo recordada por su martirio y milagros póstumos. Su fiesta se celebra el 16 de julio, y es invocada como protectora de diversas enfermedades, especialmente oculares.

## Biografía

### Origen y Familia
Reinilde nació alrededor del año 630 en una localidad conocida como Condacum, que hoy se identifica con Condé-sur-l'Escaut en Francia o Kontich en Bélgica. Fue hija de Witger, duque de Lotaringia, y de Amalberga de Maubeuge, ambos de profunda fe cristiana. Su madre, Amalberga, y sus hermanos, Gúdula, Faraildis y Emeberto, obispo de Cambrai, también son venerados como santos en la Iglesia Católica.

### Vida y Peregrinación
Reinilde mostró desde joven un profundo deseo de llevar una vida religiosa. Tras el ingreso de sus padres en la vida monástica, ella quiso unirse a la abadía de Lobbes, pero no fue aceptada. Este rechazo no minó su devoción, ya que, en su lugar, decidió emprender una peregrinación de siete años a Tierra Santa, alcanzando Jerusalén, lo cual quedó registrado en su biografía hagiográfica, la "Vita sanctae Reinildis" escrita entre 1048 y 1051 por Hugo de Lobbes. Tras regresar de Tierra Santa, se estableció en Saintes, en la granja de Laubecq, donde se dedicó a servir a los pobres y enfermos, junto con sus fieles servidores, el diácono Grimoaldo y el sirviente Gondulfo.

### Martirio
El martirio de Reinilde se sitúa alrededor del año 680, cuando ella y sus sirvientes fueron atacados en Saintes. Las fuentes difieren en cuanto a los responsables de su muerte, mencionando a los hunos o incluso a bandidos frisones, una referencia que pudo aludir a invasores bárbaros de la época. Según la tradición, Reinilde fue decapitada en una capilla donde intentaba refugiarse; los atacantes la habrían arrastrado por el cabello desde el altar hasta su ejecución. Grimoaldo y Gondulfo también fueron asesinados en el lugar, siendo todos reconocidos como mártires.

## Veneración y Reliquias
La veneración a Santa Reinilde se consolidó en Saintes, donde se le considera la patrona del pueblo. En el año 866, su cuerpo fue exhumado y colocado en un relicario de plata por el obispo de Cambrai, Juan I. Durante los siglos siguientes, las reliquias de Santa Reinilde recibieron continuas muestras de devoción, siendo transferidas a un relicario de oro en el siglo XV, que permanece en la iglesia de Saintes hasta la actualidad. Este templo, construido en la Edad Media, también contiene las reliquias de Grimoaldo y Gondulfo. Cada año, el domingo de la Trinidad, una procesión conocida como el "Tour Sainte-Renelde" honra su memoria, con caballeros y feligreses que llevan en procesión sus reliquias por el pueblo.

## Iconografía y Milagros
Santa Reinilde es frecuentemente representada iconográficamente con una espada o siendo arrastrada por el cabello, en alusión a su martirio. También se la muestra con vestimenta de peregrina, en referencia a su viaje a Jerusalén. Además, en Saintes existe una fuente conocida como "El pozo de Santa Renelde", famosa por sus propiedades milagrosas, especialmente en el tratamiento de enfermedades oculares. Debido a esta asociación, se la invoca contra diversas dolencias, como problemas oculares, fiebres, úlceras, y otras enfermedades de la piel y del sistema nervioso.

## Galería de imágenes

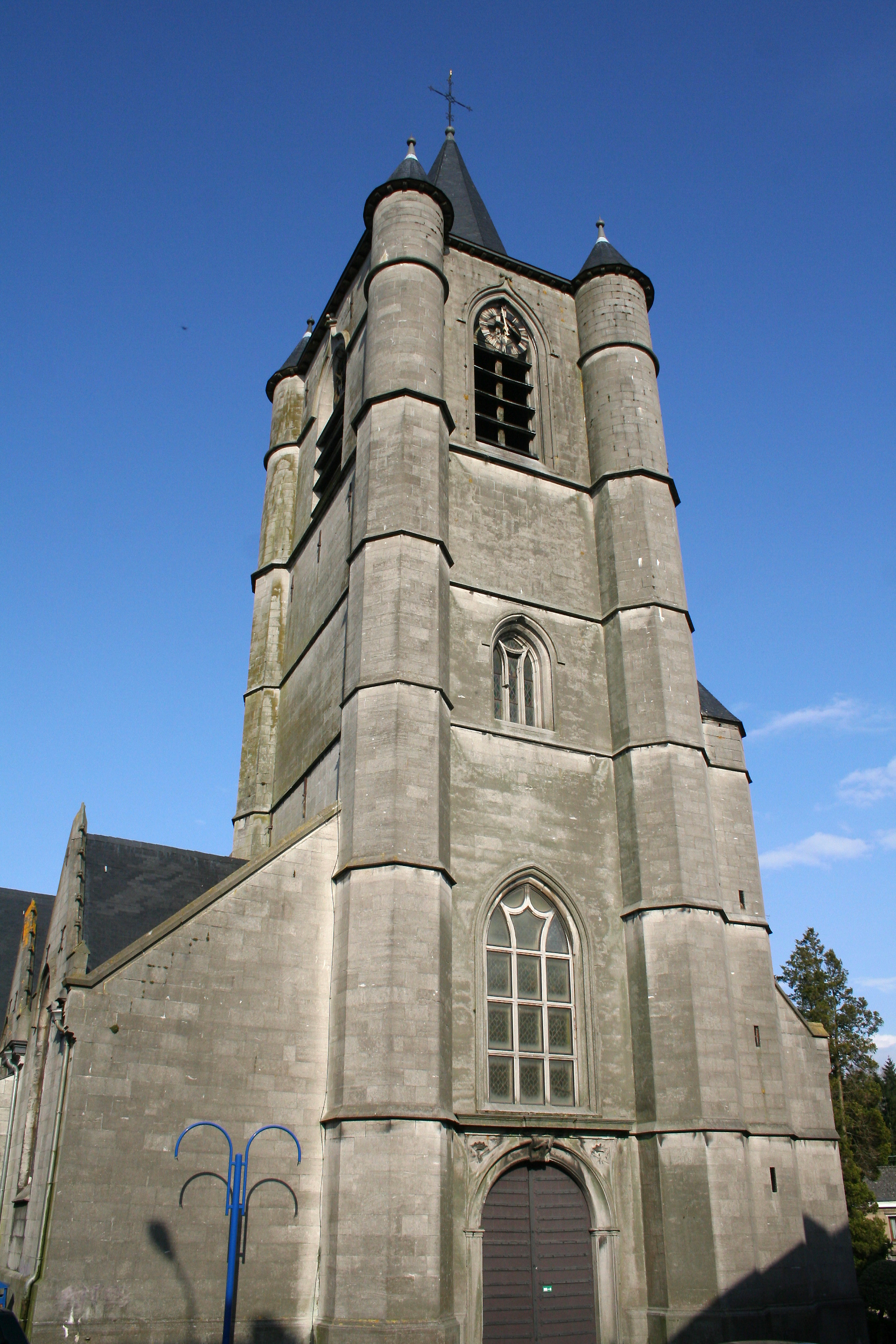
Iglesia de Santa Reinilde en Saintes (Bélgica).
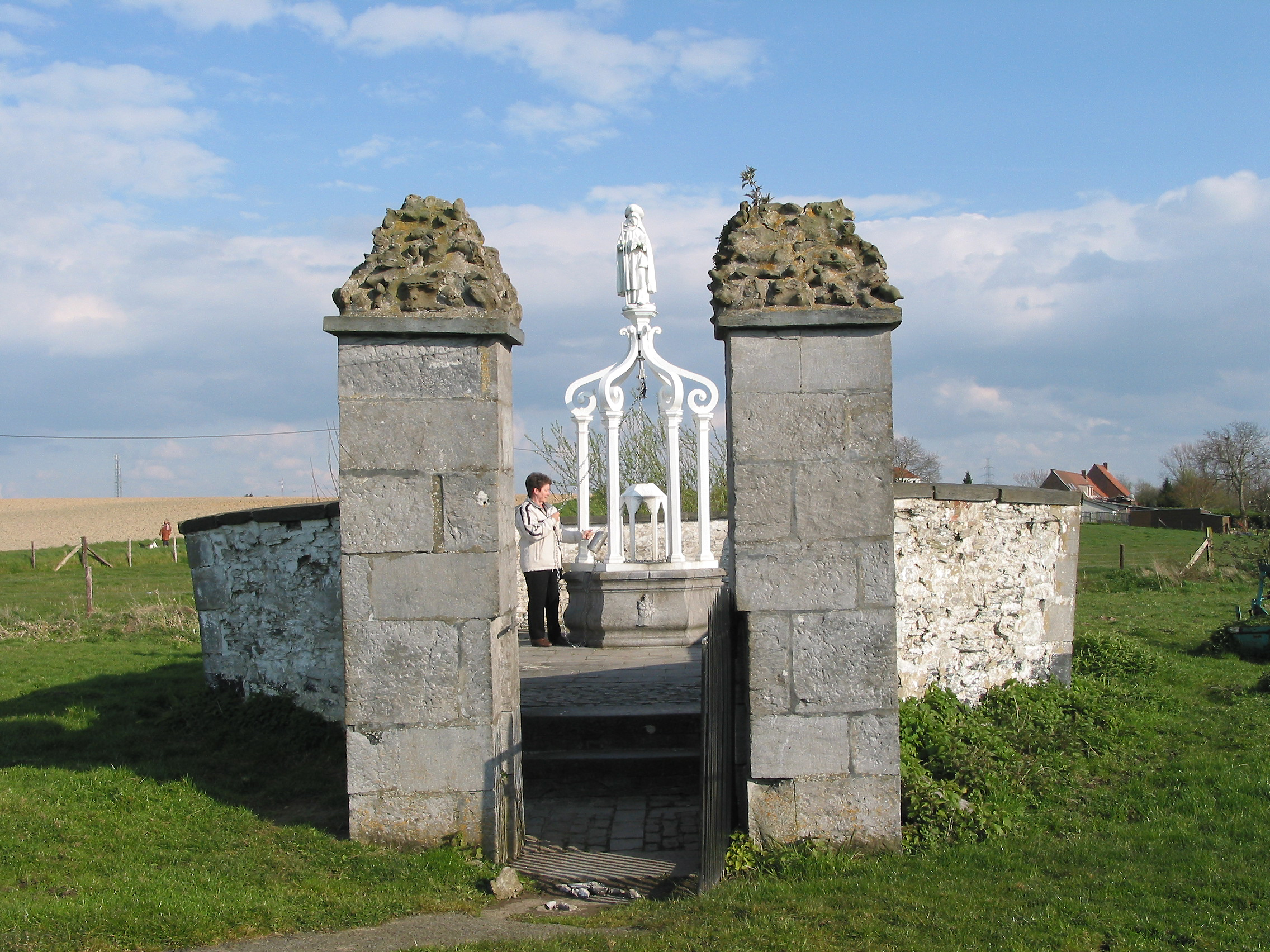
Pozo de Santa Reinilde en Saintes (Bélgica).
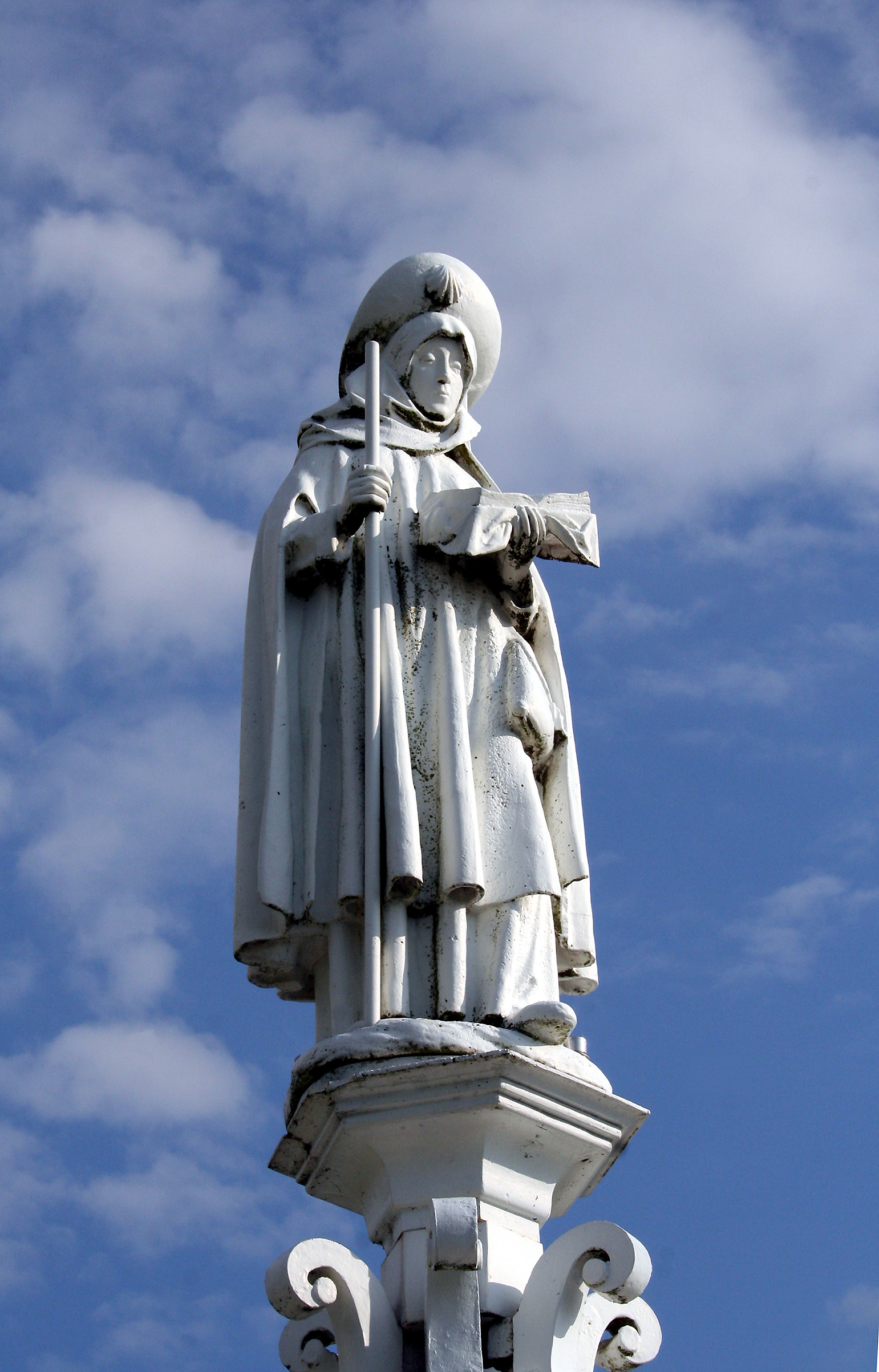
Estatua de Santa Reinilde en Saintes (Bélgica).
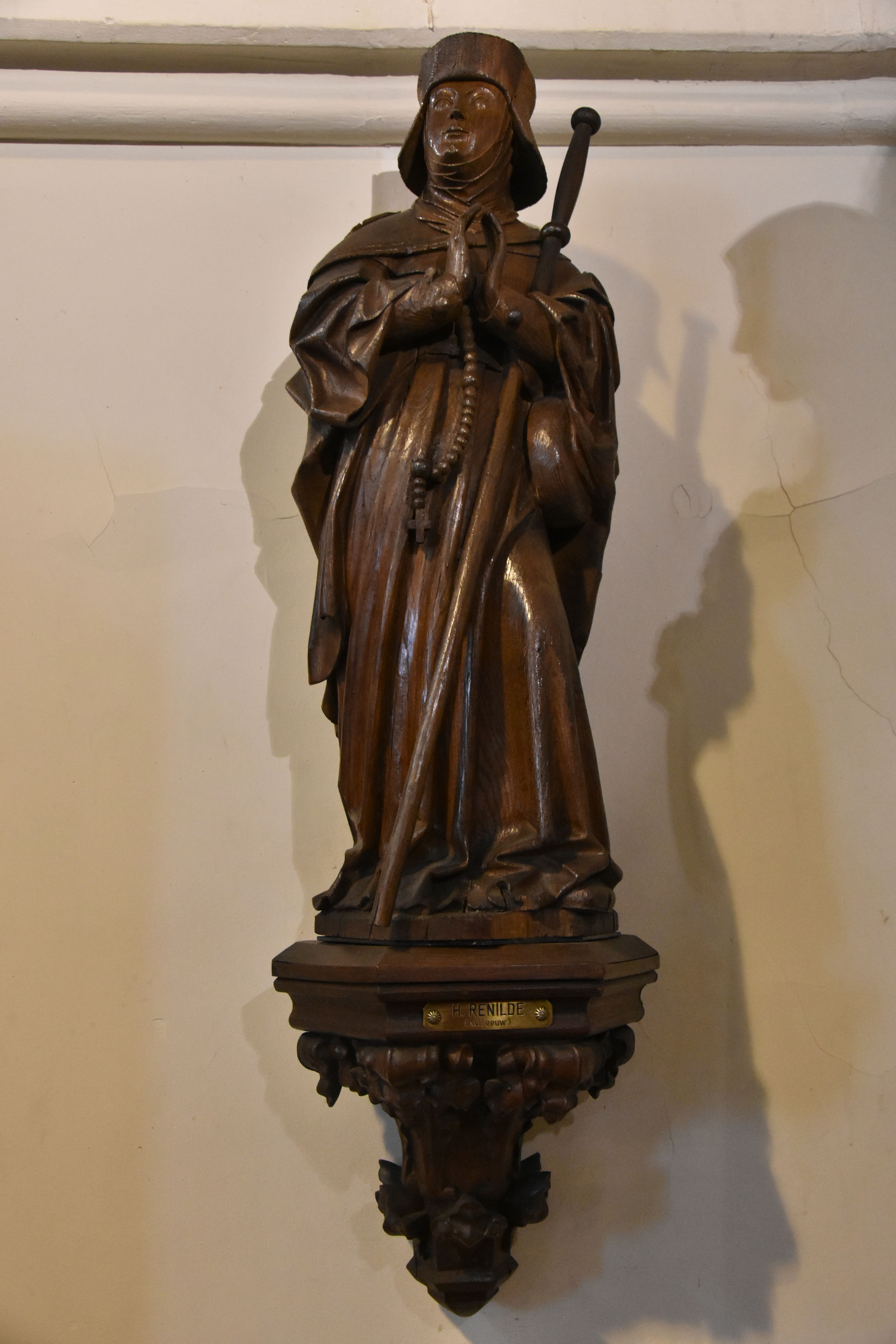
Santa Reinilde por el Maestro de Elsloo en la Iglesia Sint-Lambertus en Neeroeteren (Bélgica)